# Angelo Lopeboselli
Angelo Lopeboselli (né le 10 avril 1977 à Gavardo) est un coureur cycliste italien, membre de l'équipe Cofidis de 2000 à 2003. Il n'a remporté au cours de sa carrière aucune victoire majeure, mais s'est toutefois distingué en terminant deuxième du Tour de Lombardie 2003 derrière l'Italien Michele Bartoli.

## Palmarès

### Palmarès amateur
- 1997
  - 3e du Tour de la Vallée d'Aoste
- 1998
  - 6e étape du Tour de la Vallée d'Aoste
  - Tour de Toscane espoirs :
    - Classement général
    - 3e étape

  - 3e de la Coppa Regole Spinale e Manez
- 1999
  - 7e et 9e étapes du Baby Giro
  - 2e du Baby Giro
  - 2e du championnat d'Italie sur route espoirs
  - 8e du championnat du monde sur route espoirs

### Palmarès professionnel
- 2003
  - 2e du Tour de Lombardie
  - 3e du Tour du Piémont

## Résultats sur les grands tours

### Tour d'Espagne
1 participation
- 2003 : 90e